# Rolando Valladares
Rolando Amadeo Valladares (San Miguel de Tucumán, 10 de marzo de 1918-San Miguel de Tucumán, 12 de septiembre de 2008), más conocido como Chivo Valladares, fue un músico, cantante, letrista y compositor folclórico autodidacta argentino.
Integró el Trío Ollantay con Fernando Portal y Octavio Corvalán. Al separarse el grupo continuó como solista grabando El canto de Rolando Valladares, LP editado por el sello Qualition y Rolando Valladares, argentino de Tucumán, un casete del sello Amaicha.

Mi música es una cosecha emocional del paisaje, es mi vida a través del canto y sobre todo Tucumán, que lo quiero tanto.
Chivo Valladares

## Obra
Fue autor de más de un centenar de canciones, zambas, tonadas y vidalas principalmente, y por lo menos un tango y una baguala; algunas de sus obras como autor y compositor fueron Este Tucumán mío, Horco molle, Lejos, Mi pasión, Noches de luna, Tarco viejo, Subo, Vidala de mis veinte años, Zafra de canto. Muchas de sus canciones llevan la letra de poetas como Raúl Galán (Baguala del chaguanco y la sombra, Piedra en soledad, Poema de la sed, Por aquí pasó Dios enamorado, Retrato de la ausente), Manuel José Castilla (Subo, Arpa ciega, A Raúl Galán, Zamba del carrero), Lucho Díaz (Amanecer en Famaillá, La luna de los pobres, Pedro y mataco), Osvaldo Manuel Costello (Romance del pueblo niño, Copla y viento), José Augusto Moreno (Despenando, Coplas para la luna, Canto a la Telesita), Eduardo Falú (Ay, mi amor), Rubén Ángel Cruz (Torcaza de humo), Néstor Soria (Don Hugo Honorio Molina), Luis Sánchez Vera (La salinera), Manuel Serrano Pérez (La Orellana), Arturo Álvarez Sosa (Luz y sombra), entre otros.  Artistas como Los Chalchaleros, Mercedes Sosa, Jairo, Eduardo Falú, Suma Paz, Chango Farías Gómez, Dúo Coplanacu, Jorge Cafrune, Liliana Herrero y otros han interpretado sus temas. 
La vidala Subo, interpretada por el grupo Los Incas, fue utilizada en la banda sonora de la película francesa El cadáver en el desván. El mismo tema musical se escucha en los créditos finales del film de 2014 Calvary de John Michael McDonagh interpretado por el grupo Los Chiriguanos.
Su obra fue compilada por Leopoldo Deza en el cancionero Solo en mi rancho, editado en 2006 por la Universidad Nacional de Tucumán.

## Reconocimientos
- 2000. Mayor Notable Argentino en el Congreso de la Nación, otorgado por la Comisión de Cultura del Congreso argentino.[4]